# 万立骏
万立骏（1957年7月—），辽宁大连人，日本归侨，中国物理化学家，中国科学院化学研究所研究员、前任所长，中国科学院院士，中共十八届中央候补委员，十九届、二十届中央委员。曾任中国侨联主席兼党组书记。专注于电化学扫描隧道显微学（ECSTM）与电化学和表面科学的交叉科学研究。

## 生平
万立骏是大連理工大學工學學士、碩士，東北大學工学博士。2009年11月当选为中国科学院院士。
2015年3月27日任中国科学技术大学校长、党委副书记。2017年6月，万立骏接替林军，担任中国侨联主席兼党组书记。2025年5月卸任。
2022年10月，当选中国共产党第二十届中央委员会委员。